# Cirillo VII Siage
Cirillo VII, nato François Siage (1735 circa – Aitanite, 6 agosto 1796), è stato arcieparca di Bosra e Hauran e quinto patriarca della Chiesa melchita.

## Biografia
François Siage era un monaco dell'Ordine Basiliano del Santissimo Salvatore. Tra il 1760 ed il 1768 fu apertamente un sostenitore dell'antipatriarca Michel Jawhar negli scontri per il patriarcato con il patriarca legittimo Teodosio V Dahan. In questa contesto si recò con Jawhar a Roma nel 1762, e quando ritornò in Libano, fu consacrato arcieparca di Bosra e Hauran pochi giorni dopo il 23 dicembre 1763, e prese il nome di Cirillo. Poiché la sua consacrazione episcopale fu conferita da Efthymios Fadel Maalouly arcieparca di Zahleh e Furzol e partigiano di Jawhar, il patriarca Teodosio V non riconobbe la sua consacrazione fino al 1768.
Alla morte di Atanasio IV Jawhar, François Siage fu eletto patriarca dal sinodo della Chiesa melchita l'11 dicembre 1794, prendendo il nome patriarcale di Cirillo VII. La sua elezione venne confermata da papa Pio VI il 27 giugno 1796.
Cirillo VII Siage morì il 6 agosto 1796 a Aitanite, dove fu sepolto.

## Genealogia episcopale e successione apostolica
La genealogia episcopale è:
- Vescovo Filoteo di Homs
- Patriarca Eutimio III di Chios
- Patriarca Macario III Zaim
- Vescovo Leonzio di Saidnaia
- Patriarca Atanasio III Dabbas
- Vescovo Néophytos Nasri
- Vescovo Efthymios Fadel Maalouly
- Patriarca Cirillo VII Siage, B.S.

La successione apostolica è:
- Patriarca Agapio III Matar, B.S. (1795)